# Sozialpädagogische Assistenz
Der Beruf der sozialpädagogischen Assistentin bzw. des sozialpädagogischen Assistenten, ist ein Ausbildungsberuf in Deutschland. Sozialpädagogischer Assistent(inn)en unterscheiden sich vom Berufsbild der Sozialassistenten.
Die auf zwei oder drei Jahre ausgelegte Ausbildung wird von den Bundesländern individuell geregelt.

## Umfang der Ausbildung
Die Ausbildung umfasst u. a.:
- Bedeutung der Erziehung für die Persönlichkeitsentwicklung
- Pädagogische und psychologische Aspekte bei der Arbeit mit Kindern
- Erkennen gesundheitlicher Störungen bei Kindern
- Möglichkeiten der Unterstützung von Sprachentwicklung bei Kindern
- Entstehung und Veränderung zwischenmenschlicher Beziehungen
- Gruppenprozesse (Kennen und Lenken)
- Einsatz von Medien für Erziehungsaufgaben

Praktische Übungen und außerschulische Praktika ergänzen den theoretischen Teil der Ausbildung.

## Zugangsvoraussetzungen
In der Regel wird der erfolgreiche Abschluss der Mittleren Reife gefordert. In einigen Bundesländern werden zudem auch Kenntnisse in Hauswirtschaft oder Sozialpflege benötigt.
Zusätzliche Voraussetzungen können sein:
- ärztlich attestierte gesundheitliche Eignung
- polizeiliches Führungszeugnis
- Erste-Hilfe-Kurs
- Belehrung nach §§ 42/43 des Infektionsschutzgesetzes[2]

Eine Umschulung für arbeitslose Menschen ist ebenfalls möglich. Dies wird finanziert durch die Bundesagentur für Arbeit. In Hamburg kann bereits nach 16 Monaten Vorbereitungszeit bei dem ITB-Institut für Training und Beratung an der Externenprüfung teilgenommen werden.
Voraussetzung zur Teilnahme:
- Realschulabschluss

Für Menschen mit internationaler Geschichte:
- B2 Zertifikat
- Nachweis oder anerkannte Schulbildung Herkunftsland